# Huawei GT3
Huawei GT3 (також відомий як Huawei GR5 mini, Honor 7 Lite і Honor 5c)  — смартфон китайської компанії Huawei, який працює на базі ОС Android. Був анонсований у квітні 2016 року і випущений в травні.

## Апаратне забезпечення
Смартфон побудований на базі восьмиядерного Huawei Kirin 650, (4 x 2.0 ГГц Cortex-A53 і 4 x 1.7 ГГц Cortex-A53). Графічне ядро — Mali-T830MP2. Пристрій отримав екран на IPS матриці з діагоналлю 5,2" і роздільною здатністю 1920x1080. Співвідношення сторін 16:9.
Внутрішня пам'ять складає 16 ГБ, оперативна пам'ять — 2 ГБ. Незнімний акумулятор 3000 мА/г.
Смартфон має основну камеру на 13 МП та фронтальну на 8 Мп. Чип NFC відсутній.

## Програмне забезпечення
Huawei GT3 працює на операційній системі Android 6.0 (Marshmallow) з графічною оболонкою EMUI 4.1.
Підтримує стандарти зв'язку: GSM 850 / 900 / 1800 / 1900 МГц, HSDPA 900 / 2100 / TD-SCDMA — NEM-UL10, LTE: 1, 3, 7, 8, 20.
Швидкість: HSPA 42.2/5.76 Mbps, LTE Cat4 150/50 Mbps.
Бездротові інтерфейси: WiFi 802.11 b/g/n, Bluetooth 4.1, FM-радіо. Смартфон підтримує навігаційні системи: GPS, ГЛОНАСС, BeiDou.

## Синтетичні тести
Комплексний набір тестів Basemark OS II 2.0 показав результат в 1221 бал. Basemark X — 7735.